# Титан (роман, 1914)
«Титан» (англ. The Titan) — роман американского писателя Теодора Драйзера, изданный в мае 1914 года. Вторая часть цикла «Трилогия желания», рассказывающей о жизни Фрэнка Каупервуда, прототипом которого стал бизнесмен Чарльз Йеркс. Роман описывает события в жизни главного героя после филадельфийского периода («Финансист») и предшествует заключительной части — роману «Стоик».

## История создания
Работа над романом заняла у Драйзера полтора года, писатель посещал Чикаго, собирая информацию о деятельности Чарльза Йеркса. Позднее прототипом героини романа Беренис Флеминг называлась Эмилия Григсби. В марте 1914 года Драйзер сдал рукопись издательству «Харперс», которое однако отказалось выпустить роман. Друзья Драйзера — Анна Татум и Вильям Ленджел начали рассылку корректур романа в издательства «Сенчюри», «Джордж Х. Доран», «Alfred A. Knopf» и другие. Все американские издательства ответили отказом. В итоге роман согласилось выпустить нью-йоркское отделение английского издательства «Джон Лейн компани». Издательство «Харперс» отмечало, что «реализм романа — слишком бескомпромиссный», хотя, по мнению ряда биографов, издатели опасались судебных исков со стороны близких к Йерксу людей, занимавших положение в обществе.

## Критика
Американская критика встретила выход романа молчанием или негативными рецензиями, называя главного героя «аморальным» и отмечая его «распутный нрав». Его издание не принесло коммерческого успеха автору. Сам Драйзер по этому поводу говорил: «…наблюдается тенденция поставить всё с ног на голову, ниспровергнуть тех, кто находится на высшей ступени интеллектуального развития, в угоду предрассудков и глупости большинства. Всё ради тех, кто стоит у власти…». Положительно оценил книгу американский журналист Генри Менкен, писавший Драйзеру: «Поверьте мне, это лучшая вещь, которую вы когда-либо создали, за возможным исключением „Дженни Герхардт“, и то её преимущество заключается в большем эмоциональном обаянии… Ваш стиль стал… более преисполненным драматизма, более изящным. Короче говоря, вы сочетаете изящество стиля с увлекательностью изложения».

## Сюжет
В произведении описывается жизнь Каупервуда после его переезда из Филадельфии в Чикаго. Выйдя из филадельфийской тюрьмы и совершив ряд удачных спекуляций во время биржевой паники, позволившей стать ему миллионером, Каупервуд решает продолжить деятельность в Чикаго. Свой бизнес на новом месте он начал с организации новых газовых компаний, занимаясь при этом подкупом членов муниципалитета. В дальнейшем Каупервуд вторгся в сферу городского транспорта, что позволило ему резко увеличить свой капитал и войти в число богатейших людей города. В борьбе с конкурентами Каупервуд активно использовал подкуп чиновников и политиков. Своими действиями он настроил против себя значительную часть финансовых кругов города (применявших, однако, те же методы), во главе которых стояли Шрайхарт, Мэрилл, Арнил и Хэнд (последний был зол на него из-за того, что его жена стала любовницей Каупервуда). Конкуренты начали против Каупервуда громкую политическую и информационную кампанию с привлечением подконтрольных им деятелей Республиканской партии и прессы, выдавая это за «защиту интересов населения». В конечном итоге Каупервуду не удаётся добиться концессии на выгодных условиях из-за противодействия простых жителей Чикаго.
В личной жизни Каупервуд всё более отдаляется от своей жены Эйлин, встречаясь  с новыми женщинами, в числе которых были Рита Сольберг, Стефани Плейто, Сесили Хейгенин, Кэролайн Хэнд и другие. В финале романа происходит его знакомство с Беренис Флеминг. Случайно познакомившись с миссис Картер (светской женщиной, которая, не имея других источников дохода, тайно содержит элитный публичный дом), он заметил фотографию красивой девочки — её 15-летней дочери Беренис. Каупервуд начинает оказывать покровительство миссис Картер, втайне надеясь познакомиться с её юной дочерью (будучи уже человеком средних лет). Миссис Картер, старающаяся дать своим детям престижное образование и упрочить их положение в светском обществе, с благодарностью принимает материальную помощь Каупервуда, не догадываясь о его истинных намерениях.
Через какое-то время он сближается с Беренис, а Эйлин узнав о его новой любовнице, которая отличалась редкой красотой и манерами, пытается покончить жизнь самоубийством, но её спасает Фрэнк. Она, до последнего надеявшаяся попасть в высшее общество, начинает общаться с компаниями богатых бездельников, где всё чаще начинает выпивать. Тёмными вечерами, сидя в своём роскошном особняке, она изводила себя мыслями о Каупервуде, что настраивало её на измену, которую она совершила назло мужу.